# Suffocation (album)
Suffocation je peti studijski album istoimenog sastava. Diskografska kuća Relapse Records objavila ga je 19. rujna 2006. Prvi je album sastava s basistom Derekom Boyerom. 
Pjesma "Prelude to Repulsion" je ponovno snimljena pjesma iz albuma Breeding the Spawn. Za pjesmu "Abomination Reborn" snimljen je spot.

## Popis pjesama
Tekstovi i glazba: Suffocation. 
| 1.    | »Oblivion« (instrumentalna skladba) | 0:40 |
| 2.    | »Abomination Reborn«                | 3:32 |
| 3.    | »Redemption«                        | 5:24 |
| 4.    | »Bind, Torture, Kill«               | 5:42 |
| 5.    | »Misconceived«                      | 3:34 |
| 6.    | »Translucent Patterns of Delurium«  | 3:30 |
| 7.    | »Creed of the Infidel«              | 4:21 |
| 8.    | »Regret«                            | 3:49 |
| 9.    | »Entrails od You«                   | 4:20 |
| 10.   | »The End of Ends«                   | 4:12 |
| 11.   | »Prelude to Repulsion«              | 4:56 |
| 44:00 |                                     |      |

| Bonus pjesma na japanskom izdanju | Bonus pjesma na japanskom izdanju                                               | Bonus pjesma na japanskom izdanju | Bonus pjesma na japanskom izdanju | Bonus pjesma na japanskom izdanju | Bonus pjesma na japanskom izdanju | Bonus pjesma na japanskom izdanju | Bonus pjesma na japanskom izdanju | Bonus pjesma na japanskom izdanju | Bonus pjesma na japanskom izdanju |
| Br.                               | Skladba                                                                         | Trajanje                          |                                   |                                   |                                   |                                   |                                   |                                   |                                   |
| --------------------------------- | ------------------------------------------------------------------------------- | --------------------------------- | --------------------------------- | --------------------------------- | --------------------------------- | --------------------------------- | --------------------------------- | --------------------------------- | --------------------------------- |
| 12.                               | »Anomalistic Offerings« (ponovno snimljena pjesma iz albuma Breeding the Spawn) | 4:38                              |                                   |                                   |                                   |                                   |                                   |                                   |                                   |
| 48:38                             |                                                                                 |                                   |                                   |                                   |                                   |                                   |                                   |                                   |                                   |

## Osoblje
Suffocation
- Frank Mullen – vokal
- Terrance Hobbs – gitara
- Guy Marchais – gitara
- Derek Boyer – bas-gitara
- Mike Smith – bubnjevi

Ostalo osoblje
- Jon Zig – naslovnica, grafički dizajn (symbol)
- Joe Cincotta – inženjer zvuka, miks
- Doug Cerrito – logotip sastava
- Alan Douches – mastering
- Scott Kinkade – fotografije (sastava)
- Orion Landau – dizajn